# كفاءة
يأخذ معنى الكفاءة أشكالاً عديدة، فقد تشير إلى:
- الكفاءة في مجال (الموارد البشرية)، قدرة الشخص على القيام بعمله بشكل صحيح
  - الإدارة القائمة على الكفاءة، والعمليات التنظيمية الموجهة نحو الأداء
  - الكفاءة الأساسية، مفهوم الإدارة لتحديد أساس القدرة التنافسية في الصناعة
- التعلم القائم على الكفاءة، إطار التدريس وتقييم التعلم
- الكفاءة الاجتماعية والمهارات الاجتماعية والعاطفية والمعرفية والسلوكية اللازمة للتكيف الاجتماعي الناجح
  - الكفاءة الثقافية، مجموعة من السلوكيات أو المهارات الاجتماعية
  - الكفاءة عبر الثقافات، مجموعة من السلوكيات والاتجاهات والسياسات المتطابقة التي تمكن العمل الفعال في المواقف عبر الثقافات
  - الكفاءة الثقافية في مجال الرعاية الصحية، وخدمات الرعاية الصحية التي تكون حساسة وتستجيب لاحتياجات الثقافات المتنوعة
- الكفاءة في مجال (القانون) هي القدرة على فهم طبيعة وتأثير الفعل الذي يقوم به الشخص
  - تقييم الكفاءة (القانون)، الوسيلة المستخدمة لتحديد ما إذا كان المتهم الجنائي مؤهلاً للمحاكمة
  - اختصاصات الاتحاد الأوروبي، نموذج للتبعية داخل الاتحاد الأوروبي
- الكفاءة (الجيولوجيا) درجة مقاومة الصخور للتشوه من حيث القوة الميكانيكية
- الكفاءة الطبيعية، قدرة الخلايا على تغيير جيناتها عن طريق تناول الحمض النووي خارج الخلية
- الكفاءة التواصلية، المعرفة اللغوية الداخلية الواسعة للغة واستخدامها
- الكفاءة اللغوية، نظام المعرفة اللغوية الذي يمتلكه المتحدثون الأصليون للغة
- الكفاءة الواعية، نموذج نفسي للتعلم

## أنظر أيضا
- عدم الكفاءة (توضيح)
- موهبة
- سلوك
- السلوكية
- مهارة